# Yakov Rabkin
 (octobre 2014).
Yakov M. Rabkin, né en septembre 1945 à Leningrad (Union soviétique), est un professeur d'histoire contemporaine et un écrivain canadien d'origine russe.

## Éléments biographiques
Chimiste de formation, titulaire d'un doctorat en Histoire des sciences (1972) de l'Académie des sciences de Russie à Moscou, il quitte l'Union soviétique en 1973. Il passe brièvement par Vienne et Israël, où il étudie le judaïsme et devient religieux  (Baal techouva), puis s'installe à Montréal (Québec), où il obtient un poste de professeur à l'Institut d'histoire et de sociopolitique des sciences de l'Université de Montréal. À la disparition de l'Institut (1988), il est intégré au département d'histoire à l'Université de Montréal.

## Travaux
Rabkin s'intéresse à trois domaines: 	
- l'histoire de l'Union soviétique ;
- l'histoire des juifs, du sionisme et de l'État d'Israël ;
- l'histoire des sciences.

## Ouvrages

### Ouvrages et articles sur les sciences
Yakov Rabkin est l'auteur d'une étude des relations internationales dans les sciences: Science between the Superpowers (1988). Il dirige deux ouvrages collectifs: Interaction between Scientific and Jewish Cultures in Modern Times (1995), qui porte sur les rapports entre les cultures juive et  scientifique, et Diffusion of New Technologies in the Post-Communist World (1997), qui analyse les transferts technologiques.
Rabkin analyse l'interface entre les sciences et les techniques («Technological Innovation in Science: The Adoption of Infrared Spectroscopy by Chemists» in From Classical to Modern Chemistry: The Instrumental Revolution, 2002), les cultures scientifiques («Cultural variations in scientific development», in Social Science Information, 1986), le sort des sciences et des scientifiques après le démantèlement de l'Union soviétique («Science after Communism» in Transforming Science and Technology Systems - The Endless Transition?, 1998), l'apport des juifs américains dans les sciences physiques («American Jews in the Physical Sciences» in Encyclopedia of American Jewish History, 2008), ainsi que les liens entre sciences et libertés («Science and Totalitarianism» in Science and Ideology, 2003).

### Ouvrages sur le sionisme et Israël
Yakov Rabkin fait les manchettes avec Au nom de la Torah: une histoire de l'opposition juive au sionisme, publié en français par les Presses de l'Université Laval (2004) et ensuite traduit en douze langues. En 2010, le quotidien japonais Asahi l'a sélectionné parmi les trois livres les plus importants publiés au Japon pendant l'année. En 2006, il a été finaliste aux Prix du Gouverneur général dans la catégorie «Traduction du français vers l'anglais».
Cet ouvrage, qui suscite autant de louanges,, que de critiques,, analyse l'opposition religieuse juive au sionisme, principalement par les ultra-orthodoxes (Haredim). Il suggère que l'idée que tous les juifs soutiennent le sionisme et l'État d'Israël n'est qu'un mythe à consonance antisémite.
En 2014, Rabkin publie aux Éditions Écosociété Comprendre l'État d'Israël, préalablement publié en japonais en 2012.

## Positions politiques
Étant donné la prolifération des colonies sionistes dans les territoires qu’Israël occupe depuis 1967, Yakov Rabkin prône l'idée d'un État unique binational entre le Jourdain et la Méditerranée.

### Ouvrages
- Au nom de la Torah : Une histoire de l'opposition juive au sionisme, Presses de l'Université Laval, 2004, 274 p. (ISBN 978-2-7637-8024-5, lire en ligne). Voir l'entretien de l'auteur au sujet de ce livre, consultable en ligne : Rabkin Yakov M, « L'opposition juive au sionisme », Revue internationale et stratégique, 2004/4 (No 56), p. 17-23. DOI : 10.3917/ris.056.0017. URL : https://www.cairn.info/revue-internationale-et-strategique-2004-4-page-17.htm
- Comprendre l'état d'Israël : Idéologie, religion et société, Écosociété, 2014, 270 p. (ISBN 978-2-89719-177-1)